# San Francisco Rush: The Rock - Alcatraz Edition
Pour les articles homonymes, voir San Francisco Rush.
San Francisco Rush: The Rock - Alcatraz Edition est un jeu vidéo de course automobile sorti en octobre 1997 sur le système d'arcade Flagstaff.
Il fait partie de la série Rush, dont il constitue le deuxième épisode après San Francisco Rush: Extreme Racing et est suivi par Rush 2: Extreme Racing USA. Il a été réédité dans plusieurs compilations.

## Système de jeu

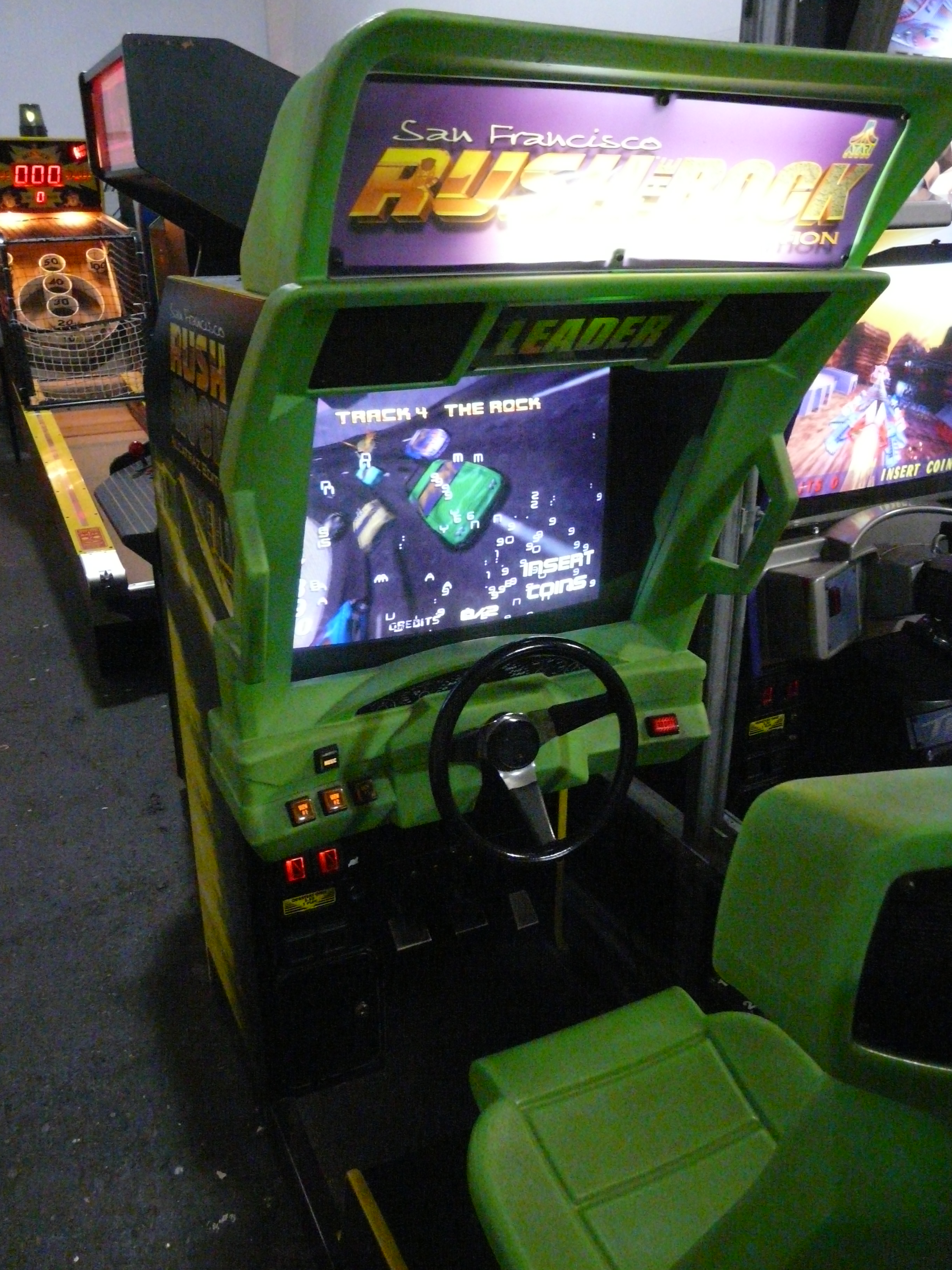
Borne d'arcade du jeu, exposée au Musée Mécanique de San Francisco.

## Rééditions
San Francisco Rush: The Rock - Alcatraz Edition a été réédité dans les compilations de jeux Midway Arcade Treasures 3, sortie le 26 septembre 2005 sur Xbox, GameCube et PlayStation 2, et Midway Arcade Treasures: Deluxe Edition, sortie sur Windows le 17 février 2006 aux États-Unis et le 18 mai 2006 en Russie.